# استاپل

دیوان عالی

استاپل (به انگلیسی: Estoppel) قاعده‌ای در نظام حقوقی کامن لا است که اجمالاً چنین می‌گوید که هیچ‌کس نمی‌تواند به زیان دیگری تناقض گویی کند و در این صورت دادرس باید از این سوء استفاده ممانعت (Estop شکل قدیمی واژه stop) کند. این قاعده علاوه بر کشورهای پیرو کامن‌لا در حقوق بین‌الملل نیز کاربرد دارد.
در حقوق ایران قواعدی همچون اعتبار امر قضاوت شده، اتلاف، تسبیب،حرمت مال اشخاص،ممنوعیت عدول از ایجاب وعدم استماع انکار بعد از اقرار به لحاظ مبنایی به قاعده استاپل شباهت دارند.